# Andokides-Maler

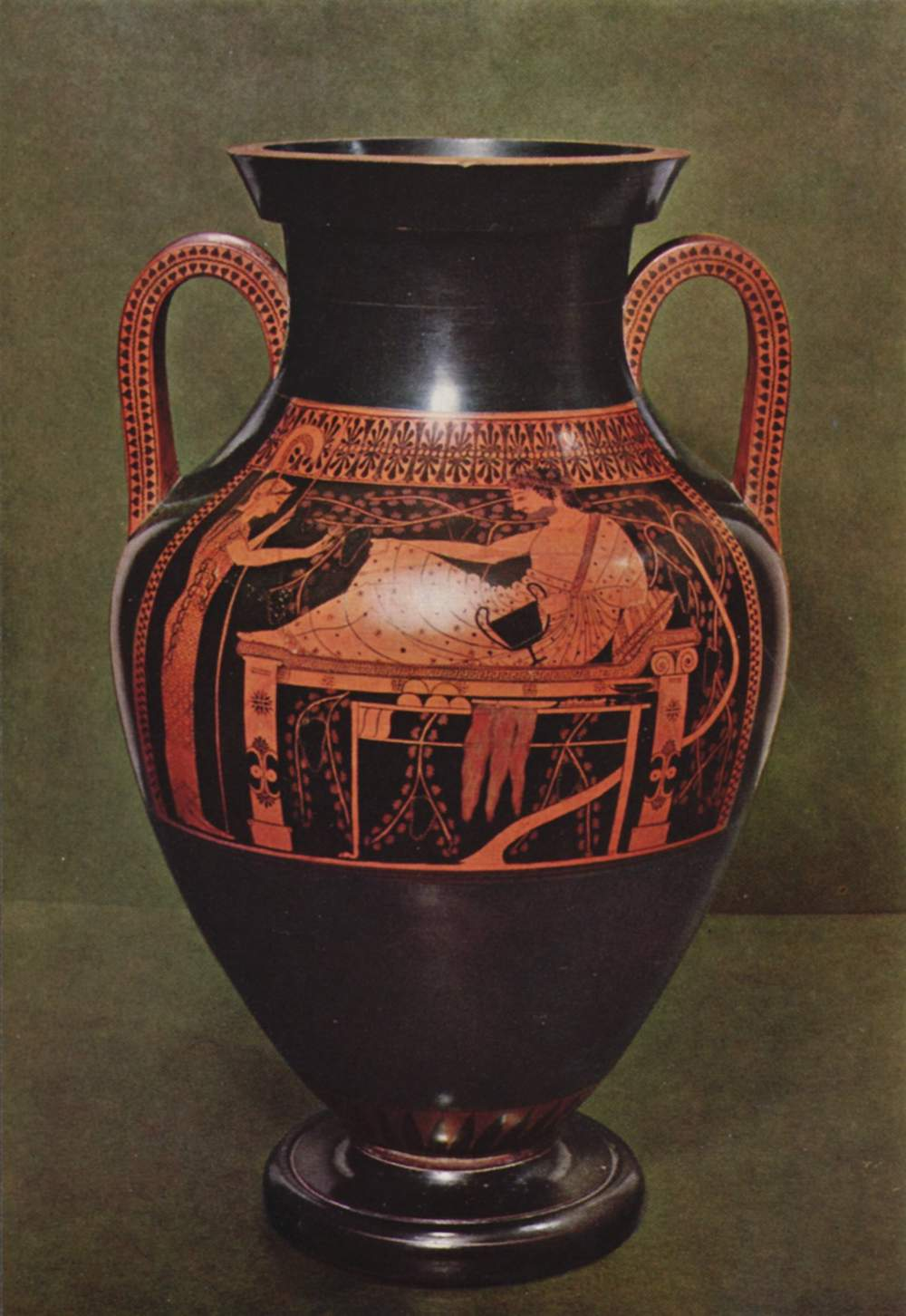
Bilingue Bauchamphora München, Staatliche Antikensammlungen 2301: rotfigurige Seite, Herakles beim Gelage

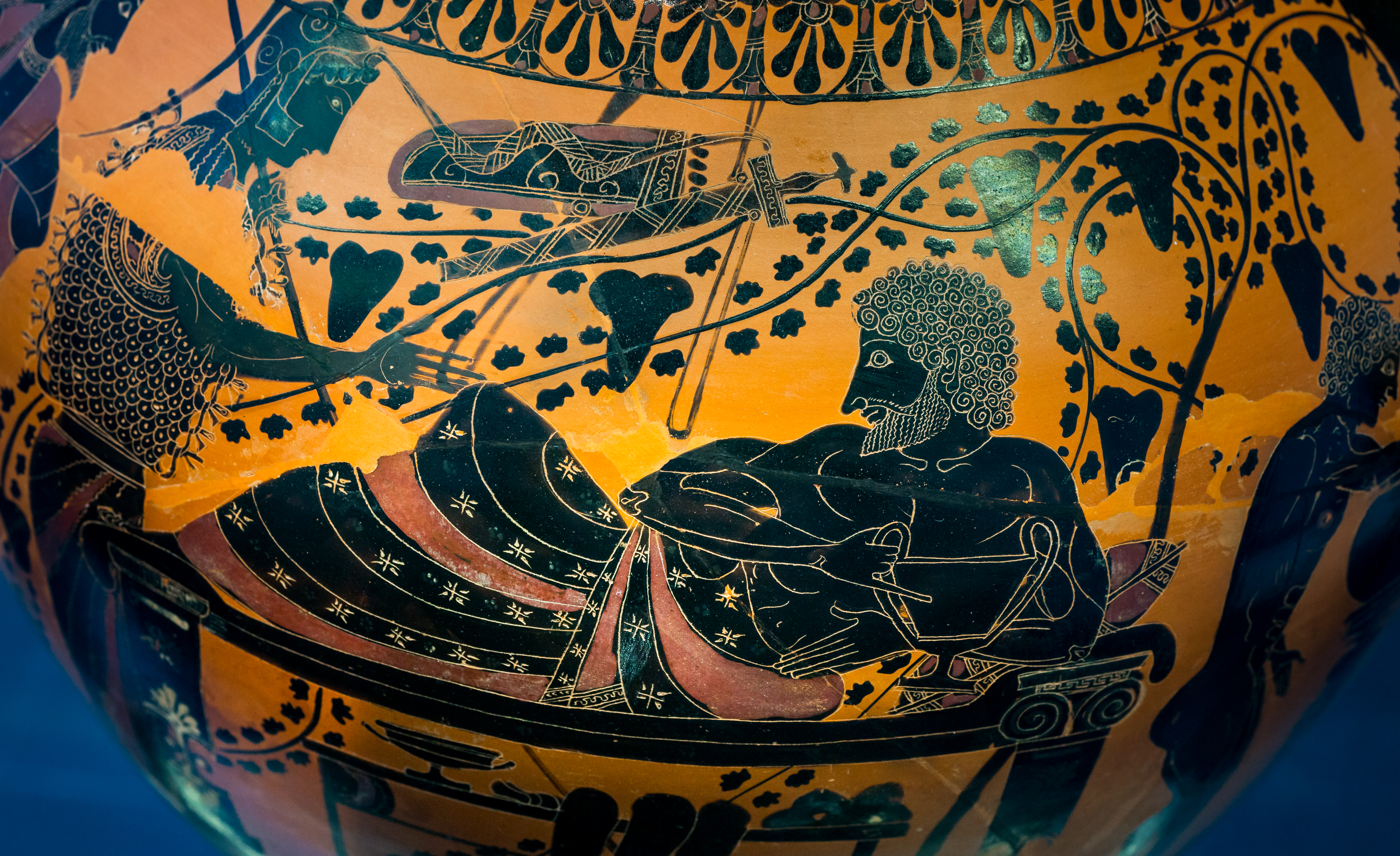
Bilingue Bauchamphora München, Staatliche Antikensammlungen 2301: schwarzfigurige Seite, Herakles beim Gelage (Detail)

Der Andokides-Maler war ein attischer Vasenmaler der Spätarchaik. Der von etwa 530 bis 510 v. Chr. tätige Künstler gilt meist als der „Erfinder“ der rotfigurigen Vasenmalerei.

## Leben und Werk
Der eigentliche Name des Andokides-Malers ist nicht überliefert. Seinen Notnamen erhielt er nach dem Töpfer Andokides, der fünf von ihm bemalte Gefäße signierte. Abgesehen von drei Augenschalen sind alle seine Vasen Bauchamphoren des sogenannten „Typus A“. Der Maler gilt als Schüler des bedeutenden schwarzfigurigen Vasenmalers Exekias. Ihm werden die ersten Versuche, im rotfigurigen Stil zu malen, zugeschrieben. Daneben experimentierte er auch mit weißgrundiger Bemalung.
Sieben der ihm zugeschriebenen Vasen, sechs Bauchamphoren und eine Augenschale, sind sogenannte Bilinguen mit einer rotfigurig und einer schwarzfigurig bemalten Seite. John D. Beazley schrieb die schwarzfigurige Seite dieser Vasen dem Lysippides-Maler zu, wie auch eine Reihe weiterer, ganz schwarzfigurig bemalter Gefäße. Schon Beazley war sich nicht sicher, ob es sich hierbei um zwei Malerpersönlichkeiten handelte oder um einen Maler mit unterschiedlichen Stilelementen in den Techniken. Letztlich entschied er sich jedoch für zwei verschiedene Maler; die Gründe dafür wurden vor allem von Beth Cohen wie auch von Heide Mommsen deutlich herausgearbeitet. „Die Diskrepanz zwischen der traditionell-gebundenen Malweise des Lysippides-Malers und den unbefangenen und sensiblen rotfigurigen Bildern [des Andokides-Malers], trotz gegenseitiger Anpassung, lässt sich nur mit dem unterschiedlichen Charakter von zwei Meistern erklären“ (H. Mommsen). Für die Einheit der beiden Maler sprachen sich etwa Konrad Schauenburg, Herbert Marwitz und John Boardman aus; Martin Robertson und andere hielten sich unentschieden in der Frage. Gegen eine Identität sprechen die deutlichen stilistischen Unterschiede in der Detailzeichnung von rotfigurigen und schwarzfigurigen Bildern besonders bei anatomischen Angaben. Die Befürworter sehen dies als absichtliches Stilelement, als gewollte Gegenüberstellung der verschiedenen Möglichkeiten der beiden Malstile.
Die Bilder des Andokides-Malers zeigen meist mythische Themen, wobei Heraklesdarstellungen überwiegen. Die Figuren wirken etwas eckig und steif, „strahlen aber einen naiven, heiteren Charme aus“ (Irma Wehgartner). Auffällig ist die sparsame Binnenzeichnung der Körper im Gegensatz zur sehr ornamentalisierten Darstellung der Bekleidung. Die Möglichkeiten der rotfigurigen Malerei schöpfte der Andokides-Maler noch nicht aus, das blieb der Pioniergruppe um Euphronios vorbehalten. Die Nähe seines Stils zu dem der Friese des Schatzhauses der Siphnier in Delphi lassen eine Datierung der frühesten Werke und somit der frühesten rotfigurigen Vasenmalerei um das Jahr 530 v. Chr. zu.

## Werke

### Bilingue Bauchamphoren, bemalt zusammen mit dem Lysippides-Maler
- Bologna, Museo Civico Archeologico

bilingue Bauchamphora 151
Vorderseite: Dionysos zwischen Mänade und Satyrn, Rückseite: Herakles und der nemeische Löwe
- Boston, Museum of Fine Arts

bilingue Bauchamphora 99.538
Vorder- und Rückseite: Herakles und der kretische Stier
bilingue Bachamphora 01.8037
Vorder- und Rückseite: Achill und Ajax beim Brettspiel
- London, British Museum

bilingue Bauchamphora B 193
Vorderseite: Herakles und der nemeische Löwe zwischen Athena und Iolaos, Rückseite: Ajax und Achill beim Brettspiel
- München, Antikensammlung

bilingue Bauchamphora 2301
Vorder- und Rückseite: Herakles beim Gelage
- Paris, Louvre

bilingue Bauchamphora F 204
Vorderseite: Herakles und Kerberos, Rückseite: Dionysos mit Kantharos zwischen Mänade und Satyrn

### Sonstige Werke
- Berlin, Antikensammlung

Bauchamphora F 2159
Vorderseite: Streit um den Dreifuß, Rückseite: Ringer (signiert vom Töpfer Andokides)
- Budapest

Augenschale 51.28
- Leipzig, Antikenmuseum der Universität

Bauchamphora T 635
- New York, Metropolitan Museum

Bauchamphora mit schwarzfiguriger Lippe 63.11.6
Vorderseite: Streit um den Dreifuß, Rückseite Dionysos mit Kantharos zwischen Mänade und Satyr (signiert vom Töpfer Andokides; Maler der Lippe: Lysippides-Maler)
- Orvieto, Museo Claudio Faina

Bauchamphora 64
- Palermo, Museo Archeologico Regionale

bilingue Augenschale V 650 (2051)
Krieger und Bogenschützen (signiert vom Töpfer Andokides; zusammen mit dem Lysippides-Maler)
- Paris, Louvre

Bauchamphora F 203
Vorderseite: Amazonen, Rückseite badende Frau (signiert vom Töpfer Andokides)
Bauchamphora G 1
Vorderseite: Kämpfende Krieger zwischen Athena und Hermes, Rückseite: Jüngling mit Kithara (signiert vom Töpfer Andokides)
- Basel, Antikenmuseum und Sammlung Ludwig (ehemals Schweiz, Privatbesitz)

Bauchamphora BS 491
- Taranto, Museo Archeologico Nazionale

Fragmente einer Bauchamphora